# PRIAM enzim specifični profili
PRIAM enzim specifični profili je metod za automatsku detekciju mogućih enzima u proteinskim sekvencama. PRIAM koristi poziciono-specifične matrice bodovanja (takođe poznate kao profili) koji su automatski generisani za svaki enzimski unos.

## Literatura
1. ↑  Claudel-Renard C, Chevalet C, Faraut T, Kahn D (2003). „Enzyme-specific profiles for genome annotation: PRIAM”. Nucleic Acids Res. 31 (22): 6633—9. PMC 275543 . PMID 14602924. doi:10.1093/nar/gkg847.

## Spoljašnje veze
- Claudel-Renard C, Chevalet C, Faraut T, Kahn D. „PRIAM: Enzyme-specific profiles for metabolic pathway prediction”. On-line database. Rhone-Alpes Bioinformatics Center. Архивирано из оригинала 21. 07. 2011. г. Приступљено 19. 07. 2009.